# 스티븐 오스틴
스티븐 풀러 오스틴(Stephen Fuller Austin, 1793년 11월 3일~1836년 12월 27일)은 흔히 "텍사스의 아버지(Father of Texas)"로 잘 알려진 미국의 변호사, 정착자와 행정인으로 멕시코로부터 텍사스의 분리에 주요 역할을 하였다. 그는 고립된 북부의 주를 채우고 싶었던 멕시코 정부를 대표하여 수백명의 미국인 가족들을 텍사스로 데려왔다.
처음에 오스틴은 멕시코를 위한 대리인이었으나 후에 텍사스의 독립을 위한 맹렬한 투사가 되었고 오늘날 가장 중요한, 주를 건국한 아버지들 중의 하나로서 텍사스주에서 기억된다.

## 어린 시절

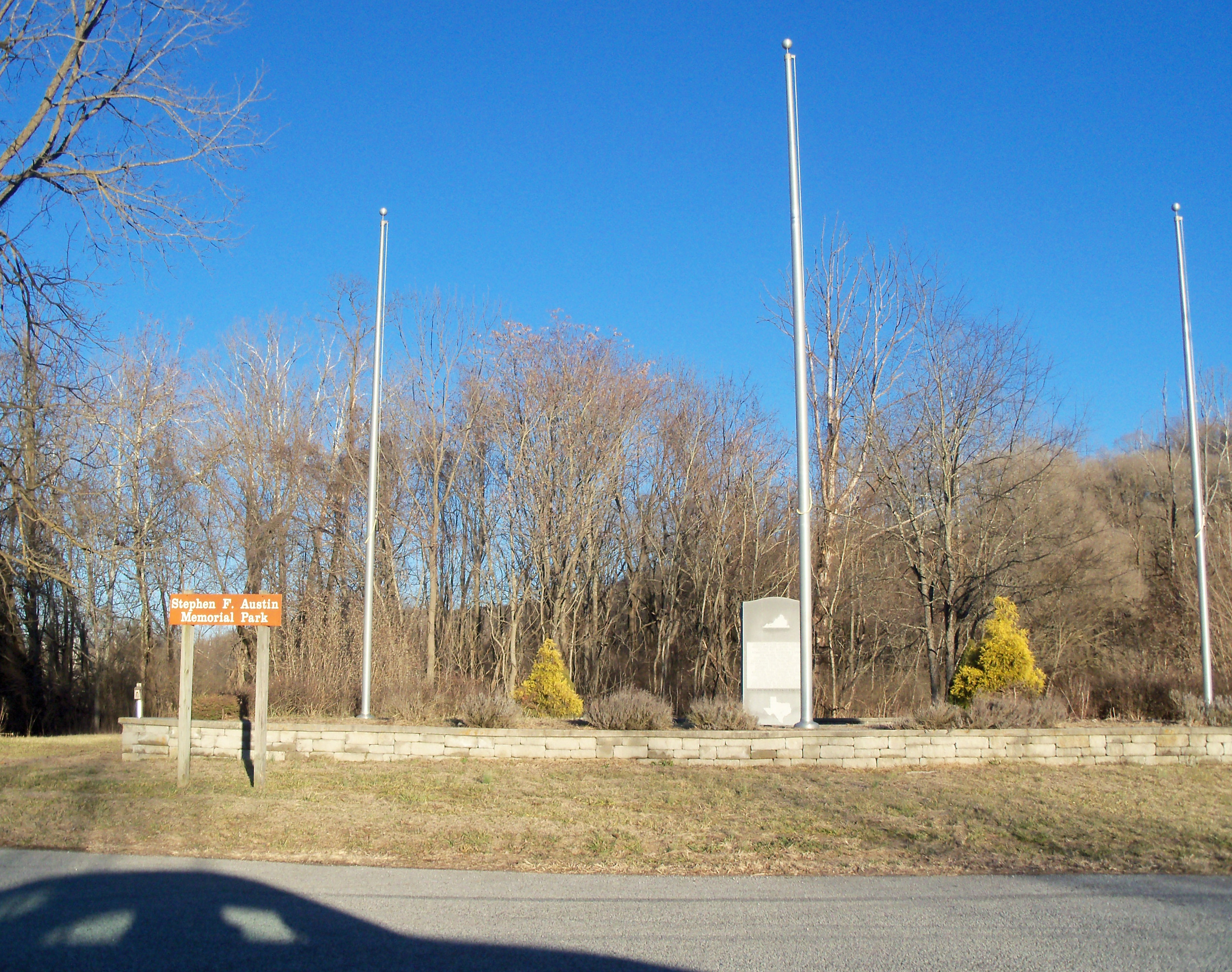
오스틴의 생가에 놓인 기념비

버지니아주 위스군에서 모지스 오스틴과 메리 브라운의 3번째 자식이자 2명의 아들 중 첫 아들로 태어났다. 모지스는 기업인이자 납 광산의 소유자였으며 1784년 자신이 "마리아"로 알려진 메리 브라운을 만나 결혼한 필라델피아에서 자신의 업무 생활을 시작하였다. 모지스는 그의 형 스티븐과 리치먼드에서 상업 비지니스를 운영하였다. 모지스와 메리의 첫 딸 애나 마리아는 1787년 리치먼드에서 태어나 사망하였다. 1788년 모지스와 스티븐과 그들의 가족들은 납 광산을 소유하고 운영하러 위스군으로 이주하였다. 오스틴빌로 알려질 정착지에서 모지스와 메리는 일라이자 (1790년 ~ 1790년), 스티븐 (1793년 ~ 1836년)과 에밀리 (1795년 ~ 1851년)를 두었다.
1796년 모지스 오스틴은 현재 동부 미주리주에 있는 미시시피강에 세인트루이스의 스페인 식민지로 여행을 더나 생트젠비에브 근처에 새로운 납 광산을 검색하는 데 사령관의 허락을 받지 못하였다. 1798년 그는 자신의 가족을 마지막 자식 제임스 일라이저 "브라운" 오스틴 (1803년 ~ 1829년)이 태어난 생트젠비에브로 이주시켰다.

## 교육
1804년 11세의 나이로 스티븐 오스틴은 친척들이 그에게 다닐 좋은 학교를 찾아준 코네티컷주로 홀로 보내졌으며 콜체스터에 있는 베이컨 아카데미에서 그는 영어의 문법과 저술, 논리학, 기하학, 지리와 약간의 라틴어와 그리스어를 공부하였다. 그는 1807년에 졸업하고, 그러고나서 켄터키주 렉싱턴에 있는 트랜실베이니아 대학교로 보내졌다. 거기서 스티븐 오스틴은 지리, 수학과 천문학을 전공하고나서 1810년 증명서와 졸업하였다.
스티븐 오스틴은 1810년 자신의 부친이 자신을 상업 비지니스에서 두드러진 역할에 놓은 생트젠비에브로 돌아왔다. 다음 몇년 동안 스티븐 오스틴의 비공식 교육은 오1812년 전쟁이 일러난 동안 납의 선적과 함께 루이지애나주에서 보낸 시간, 오늘날 일리노이주 중부로 알려진 곳에서 아메리카 인디언들을 괴롭히는 민병대원으로서 그리고 자신의 부친이 지속하기에는 너무 병이 들었을 때 납 광산을 차지한 것을 포함하였다. 뉴올리언스에서 그는 자신히 전혀 완전히 회복하지 않은 말라리아에 감염되었다. 그리고 1815년 스티븐 오스틴은 이제 미주리 영토 입법부였던 것에 의석을 위하여 출마하여 12월 하원에서 이 직위를 차지하였다.
모지스 오스틴은 결국적으로 납 광업에서 자신의 부유를 잃고 텍사스를 향하여 서부로 여행을 떠났으며, 연장자 오스틴이 텍사스의 견고하게 아름다운 대지에 반하여 거기에 정착자들의 단체를 데려오는 데 아직 멕시코가 독립이 되지 않은 스페인의 권위들로부터 허가를 확보하였다. 모지스는 병에 걸려 1821년에 사망하였고, 그의 최종 희망은 스티븐이 그의 정착 계획을 완료하는 것이었다.

## 텍사스의 정착
스티븐 오스틴의 계획된 텍사스의 정착은 1821년과 1830년 사이에 많은 걸림돌을 치고 1821년 멕시코가 독립을 이룬 사실이었던 것의 최소한에 그가 부친의 교부금을 재협상해야 했다는 것을 의미하였다. 멕시코의 황제 아구스틴 데 이투르비데가 오고 가면서 더욱 혼란스럽게 하였다. 코만치족 같은 인디언 종족들에 의한 공격들은 끊임없는 문제였고 오스틴은 매우 거의 그의 의무를 충족시키기 위해 파산했다. 여전히 그는 인내했고 1830년까지 그는 멕시코 시민권을 받아들여 로마 가톨릭으로 개종한 자들의 거의 전부인 정착자들의 번성하는 식민지를 담당하였다.
오스틴이 튼튼한 친멕시코파로 남아있었어도 텍사스 자신은 자연에서 더욱 더욱 미국적이 되었다. 1830년까지 혹은 그렇게 대부분 잉글랜드계 미국인 정착자들이 거의 10 대 1에 의하여 텍사스 영토에서 멕시코인들을 능가하였다. 부유한 대지는 오스틴의 식민지에서 있던 자들 같이 합법적인 정착자들 뿐만 아니라 또한 단순하게 이주해 들어온 무단 입주자 및 기타 승인되지 않은 정착자들을 끌어들였으며 어떤 대지를 선택하였고 농가를 세우기도 하였다. 하지만 오스틴의 식민지는 가장 중요한 정착이었고 거기에 가족들은 목화, 노새와 거의 뉴올리언스를 통하여 지나간 수출을 위한 다른 산물을 기르기 시작하였다. 이 다른점들과 다른이들은 많은이들에게 텍사스가 멕시코를 떠나 독립 혹은 미국의 일부가 되어야 하는 것을 설득하였다.

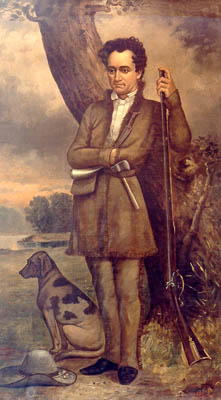
멕시코시티에서 (1833년)

## 멕시코시티로 여행
1833년 오스틴은 멕시코 연방 정부와 함께 어떤 사업을 정리하러 멕시코시티로 떠났다. 그는 코아우일라부터 분리와 세금 감면을 포한 텍사스 정착자들로부터 새로운 요구들을 가져오고 있었다. 그 동안 그는 멕시코로부터 완전한 분리에 호의를 가진 그 텍사스 주민들을 달래고 싶어하는 편지를 집으로 보냈다. 텍사스 주민들에게 연방 정부의 승인이 있기 전에 가서 주로서의 지위 선언을 시작하라고 말한 것을 포함한 오스틴의 어떤 편지는 멕시코시티에서 공무원들에게 그들의 가는 길을 만들었다. 텍사스로 돌아온 동안 오스틴은 체포되었고 멕시코시티로 도로 데려와져 투옥되었다.
오스틴은 1년 반 동안 멕시코시티에서 감옥에 있었으며 그는 전혀 재판을 받거나 아무것과 함께 공식적으로 고발 조차 되지 않았다. 그 일은 아마 적어도 시초적으로 텍사스를 멕시코의 일부로 간직하는 데 경향을 가진 한명의 텍사스인을 멕시코인들이 투옥시킨 반어적이다. 그것이 반어적이었으면서 오스틴의 투옥은 아마 텍사스의 운명을 봉인하였다. 1835년 8월에 석방된 오스틴은 변한 사람으로 텍사스에 돌아왔다. 그의 멕시코에 충성심은 감옥에서 그를 쫓아냈고 그는 이제 멕시코가 그의 국민들이 원하는 권리를 부여하지 않을 것을 깨달았다. 또한 1835년 후순에 그가 귀국한 당시 그 일은 텍사스가 멕시코와 갈등을 위하여 예정된 길에 있었고, 평화적인 해결책을 위하여 너무 늦었다는 것이 명확하였다. 추진이 밀고 나가려고 왔을 때 오스틴은 멕시코보다 텍사스를 선택하려고 하였다.

## 텍사스 혁명

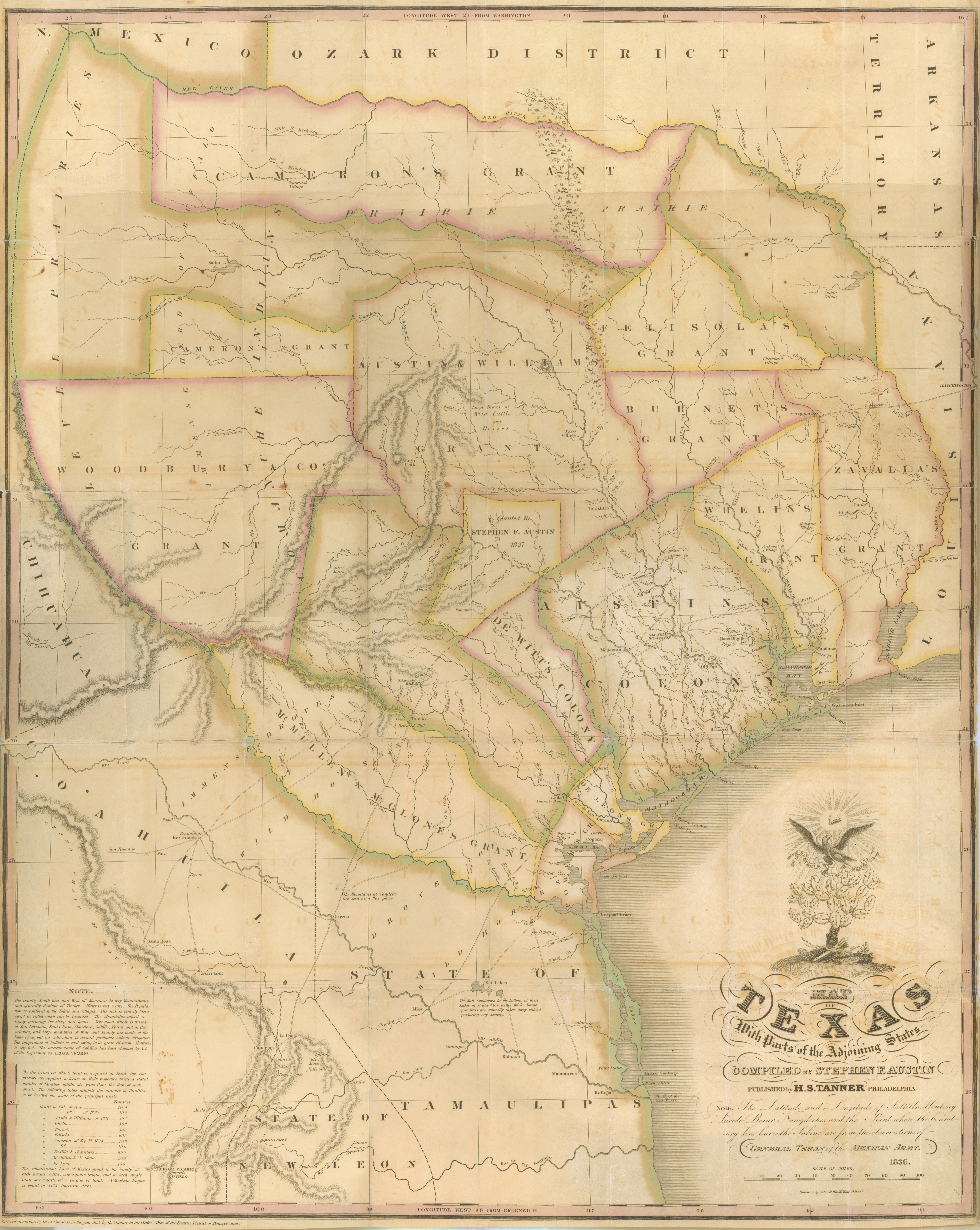
오스틴의 1836년 텍사스 지도

오스틴이 텍사스로 돌아온지 얼마 후, 텍사스의 반란군들이 곤살레스에서 멕시코군에 발포하였는 데 곤살레스 전투로 알려진 이 사건은 텍사스 혁명의 군사 단계의 시작을 표시하였다. 얼마 후, 오스틴은 전 텍사스 군대의 사령관으로 임명되었다. 제임스 부이와 제임스 패닌과 더불어 그는 그들이 콘셉시온 전투를 이긴 샌안토니오에서 행렬하였다. 오스틴은 산펠리페로 돌아왔고, 거기서 텍사스 전국에서 온 대표들이 그 운명을 결심하는 데 회의를 가지고 있었다.
집회에서 오스틴은 샘 휴스턴에 의하여 군사 사령관으로서 대체되었다. 1812년 말라리아 발생 후 건강이 여전히 약했던 오스틴 마저 변화의 호의에 있었으며 장군으로서 그의 잠시 병역은 그가 군인이 아니었다는 것을 결정적으로 증명하였다. 대신 그는 자신의 능력으로 더욱 알맞은 직업이 주어졌다. 그는 만약 텍사스가 독립을 선언한다면 자신이 공식적 인정을 추구하여 무기를 매입하고 보내고, 병기를 들고 텍사로 향하는 데 자원 봉사자들을 격려하여 다른 중요한 작업을 참조할 미국으로 텍사스 특별 교섭인이 되려고 하였다.

## 텍사스로 귀국
오스틴은 워싱턴 D. C.로 가는 길에 뉴올리언스와 멤피스 같은 주요 도시들에 길을 따라 멈추어 연설을 하였고, 텍사스로 가는 데 자원 봉사자들을 격려하였고, 대출을 확보하였으며 공무원들과 만났다. 그는 대히트였고 큰 관중을 끌어들였다. 텍사스는 1836년 4월 21일 샌재신토 전투에서 효과적으로 독립을 얻었고 얼마후 오스틴이 돌아왔다.

## 사망
그는 텍사스 공화국의 초대 대통령을 뽑는 선거에서 샘 휴스턴에 패했지만 휴스턴에 의해 국무장관에 임명되었다. 이후 약 2개월간 국무장관직을 수행했지만 그해 12월 27일 폐렴에 걸려 브라조리아군 웨스트컬럼비아에서 사망하였다.

## 유산
오스틴은 대대적 인 변화와 혼돈의 시대에 휩싸인 열심히 일하고 명예로운 사람이었다. 그는 실력있는 식민지 행정인, 기발한 외교관이자 근면한 변호사였다. 그가 뛰어나지 않은 것을 노력한 단 하나는 전쟁이었다. 샌안토니오로 텍사스 군대를 지도한 후, 그는 빠르고 행복하게 그 직업에 더욱 더 어울리는 샘 휴스턴에게 사령관직을 넘겼다. 오스틴은 사망 당시 43세 밖에 안되었으며, 젊은 텍사스 공화국은 그 독립을 따른 전쟁과 불확실성의 세월에 그의 안내를 이용할 수 있었다.
그 일은 오스틴의 이름이 텍사스 혁명과 일반적으로 관련된 약간 오해의 소지가 있다. 1835년까지 오스티은 멕시코와 함께 일하는 것에 관한 지도적인 지지자였고, 당시 그의 지지는 텍사스에서 가장 영향력있는 음성이었다. 텍사스에서 대부분의 남성들이 반란을 일으키고 있었던 얼마 후에 오스틴은 멕시코에 충성심으로 남아있었다. 멕시코시티에서 1년 반의 투옥 생활과 무정부 상태에 대한 직접 보기의 후에 만 그는 텍사스가 스스로 출발해야 한다는 것을 결정하였다. 한번 그는 결정을 이루어 전심으로 혁명에 자신을 던졌다.
텍사스주의 주민들은 오스틴을 자신들의 거대한 영웅들 중의 하나로 숙고한다. 오스틴 칼리지와 스티븐 F. 오스틴 주립 대학교를 포함하여 거리, 공원과 학교들은 물론 오스틴은 그의 이름을 땄다.

## 같이 보기
- 프리메이슨 목록